# Costișa (gmina Homocea)
Costișa – wieś w Rumunii, w okręgu Vrancea, w gminie Homocea. W 2011 roku liczyła 360
mieszkańców